# Replay (singel Iyaza)
Replay – singel Iyaza, wydany 7 lipca 2009 roku. Zadebiutował na 96. miejscu Billboard Hot 100, ostatecznie awansując na 2. pozycję. "Replay" rozszedł się w Stanach Zjednoczonych w ponad 2.500.000 kopii.
W oficjalnym remiksie piosenki wziął udział raper Flo Rida.
| Lista (2009)              | Najwyższa pozycja |
| ------------------------- | ----------------- |
| Australian Singles Chart  | 6                 |
| Canadian Hot 100          | 5                 |
| New Zealand Singles Chart | 2                 |
| U.S. Billboard Hot 100    | 2                 |

| Lista (2010)             | Najwyższa pozycja |
| ------------------------ | ----------------- |
| Dutch Top 40             | 29                |
| European Hot 100 Singles | 6                 |
| Irish Singles Chart      | 3                 |
| Swedish Singles Chart    | 38                |
| UK Singles Chart         | 1                 |
| UK R&B Chart             | 1                 |